# Il pensionante (film 1944)
Il pensionante (The Lodger) è un film del 1944 diretto da John Brahm. È tratto dal romanzo di Marie Belloc Lowndes portato più volte sullo schermo, la prima volta nel 1927 da Alfred Hitchcock con il film Il pensionante (The Lodger: A Story of the London Fog).

## Trama
Nella stessa casa hanno preso in affitto una camera Kitty Langley una cantante e Slade, un serial killer attratto dalla ragazza.
Il detective John Warwick sta indagando su una serie di delitti avvenuti nella zona di Whitechapel e piano piano inizia a sospettare proprio di Slade, allo stesso tempo anche Kitty dimostra un certo interesse nei confronti dell'uomo.
Dopo aver assistito al suo spettacolo, Slade visita Kitty nel suo camerino, intenzionato a farne la sua prossima vittima ma John arriva in tempo e salva la ragazza. Slade sfugge alla polizia ma cade nel fiume dove annega.